# Exochus erythrinus
Exochus erythrinus är en stekelart som beskrevs av Holmgren 1868. Exochus erythrinus ingår i släktet Exochus och familjen brokparasitsteklar. Inga underarter finns listade i Catalogue of Life.